# Amin Nikfar
Amin Abraham Paul Nikfar (in persiano امین آبراهام پل نیک‌فر‎; San Jose, 2 gennaio 1981) è un ex pesista iraniano, vincitore della medaglia d'oro ai campionati asiatici indoor di Teheran 2004.

## Biografia
Nato in California, ha studiato presso la Università della California - Berkeley, dove ha gareggiato con il team universitario ai campionati NCAA
Pur avendo la cittadinanza statunitense, decide di rappresentare l'Iran debuttando nel 2003 ai Campionati asiatici nelle Filippine. Oltre ad aver preso parte alle manifestazioni asiatiche, nel corso della sua carriera ha partecipato ai Giochi olimpici di Pechino 2008, senza produrre alcuna misura utile alla gara in fase di qualificazione, e successivamente a Londra 2012, fermandosi in qualificazione, e partecipato ai Mondiali di Taegu nel 2011. 
Dopo il ritiro dall'attività agonistica è diventato allenatore delle squadre di atletica leggera di alcune università statunitensi.

## Palmarès
| Anno | Manifestazione                    | Sede     | Evento         | Risultato | Prestazione | Note |
| ---- | --------------------------------- | -------- | -------------- | --------- | ----------- | ---- |
| 2003 | Campionati asiatici               | Manila   | Getto del peso | 10º       | 17,37 m     |      |
| 2004 | Campionati asiatici indoor        | Teheran  | Getto del peso | Oro       | 18,33 m     |      |
| 2005 | Giochi della solidarietà islamica | La Mecca | Getto del peso | Bronzo    | 18,27 m     |      |
| 2005 | Campionati asiatici               | Incheon  | Getto del peso | 10º       | 17,29 m     |      |
| 2008 | Giochi olimpici                   | Pechino  | Getto del peso | nm (q)    | nm (q)      |      |
| 2009 | Giochi asiatici indoor            | Hanoi    | Getto del peso | Oro       | 19,66 m     |      |
| 2009 | Campionati asiatici               | Canton   | Getto del peso | 10º       | 18,30 m     |      |
| 2010 | Campionati dell'Asia occidentale  | Aleppo   | Getto del peso | Oro       | 19,63 m     |      |
| 2010 | Giochi asiatici                   | Canton   | Getto del peso | 5º        | 19,08 m     |      |
| 2011 | Mondiali                          | Taegu    | Getto del peso | 23º (q)   | 19,18 m     |      |
| 2012 | Mondiali indoor                   | Istanbul | Getto del peso | 16º (q)   | 18,97 m     |      |
| 2012 | Giochi olimpici                   | Londra   | Getto del peso | 32º (q)   | 18,62 m     |      |
| 2014 | Giochi asiatici                   | Incheon  | Getto del peso | 4º        | 19,02 m     |      |